# Lino Nessi
Lino Nessi (1904 - data de morte desconhecida) foi um futebolista italiano/paraguaio. Ele competiu na Copa do Mundo FIFA de 1930, sediada no Uruguai, na qual a seleção de seu país terminou na nona colocação dentre os treze participantes.